# Kazurō Inoue
Kazurō Inoue (井上和郎) Va néixer l'1 de maig de 1970 a la Prefectura de Tochigi, Japó, és un mangaka japonès conegut per ser el creador de la sèrie manga Midori no Hibi, considerat el seu treball representatiu, també convertit en anime i recentment, Ai Kora.

## Obres
- Midori no Hibi
- Ai Kora